# Travis Rice
Pour les articles homonymes, voir Rice.
Travis Rice (né le 9 octobre 1982, à Jackson Hole, au Wyoming) est un snowboardeur professionnel américain actuellement considéré comme l'un des meilleurs riders du monde.

## Biographie
Travis Rice naît à Jackson Hole, une ville de l'ouest du Wyoming située à l'extrême sud du parc national du Grand Teton. C'est une station de ski située à 1 901 m d’altitude. Il s’acclimate vite au climat de ces environnements. 
À 21 ans, il remporte ses premières médailles à la fameuse compétition des X games. Il expose dans des vidéos depuis l'âge de seize ans.
Une module de slide du snowpark de la station de Jackson Hole lui est depuis décerné pour célébrer ses performances. 
Il a comme sponsors Quiksilver, LIB Tech, DC, Red Bull, Union bindings, Bluebird Wax, Contour, Jack’s Garage & Jackson Hole Mountain Resort.
Il est un personnage sélectionnable du jeu vidéo SSX.

## Compétition

### Winter X Games
- 2009 : Médaille d'or, Big Air, X Games XIII
- 2007 : Médaille d'argent, Best Trick, X Games XI
- 2004 : Médaille de bronze, Slopestyle, X Games VIII
- 2004 : Médaille d'or, Slopestyle, X Games VII

### TTR World Snowboard Tour
- 2007 : Médaille d'or, overall

## Films
- Depth Perception (2017)
- The Fourth Phase (2016)
- Red Bull Ultra Natural - Brainfarm (2013)
- The Art of Flight - Brainfarm (2011)
- Neverland - Absinthe Films (2009)
- That's It, That's All (2008)
- DC MTN.LAB 1.5 (2007)
- Billabong - Lines (2007)
- DC MTN.LAB
- The Gap Sessions
- First Descent
- The Community Project
- Pop
- Night of the Living Shred
- The Prophecy (2002)
- Revenge of the Grenerds
- Futureproof
- More
- Full Metal Edges
- Saturation
- Vivid (2002)
- Deeper (2010)
- Transcendence (2002)
- Blacklight (2001)